# Jeanne Duval
Jeanne Duval (Jacmel, 1820 – Parigi, 1862) fu la compagna e la musa ispiratrice di Charles Baudelaire.

## Biografia
Nata nel 1820 (nel 1827 secondo altre testimonianze) a Jacmel, ad Haiti, Duval era creola di origini africane e francesi ed era la figlia illegittima di una prostituta di Nantes. Trasferitasi a Parigi, andò a vivere al numero 6 di rue de la Femme-sans-tête sull'Île Saint-Louis, vicino all'Hôtel Pimodan, e iniziò a lavorare come attrice e ballerina al Théȃtre de la Porte Saint-Antoine.

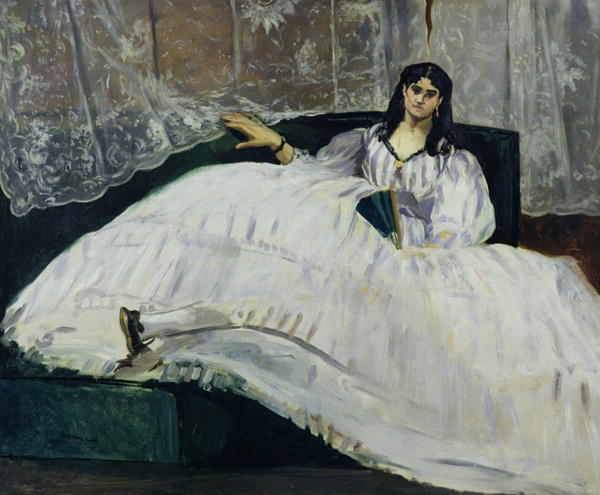
Ritratto di Jeanne Duval (1862) di Édouard Manet

Duval conobbe Baudelaire nel 1842 e con lui iniziò una relazione burrascosa destinata a perdurare per due decenni. Affascinato dall'aspetto esotico e avvenente della compagna, il poeta la definiva "amante delle amanti" e "Venere nera" ed era per lui una donna fatale. Varie poesie di Baudelaire come Il balcone, Il profumo esotico, Il serpente che danza, Il viaggio, Una carogna, Sed non satiata e Un emisfero nei tuoi capelli sono ispirate a Duval. Nel 1862, periodo in cui stava diventando cieca, venne rappresentata in un ritratto da Édouard Manet.
La data della morte di Duval è incerta. Alcuni ritengono che mancò nel 1862 di sifilide. Altre fonti sostengono che Duval fosse invece sopravvissuta a Baudelaire. Nadar dichiarò di aver visto Duval per l'ultima volta nel 1870, quando, a causa della sifilide, usava le stampelle per camminare.